# Peter Bibus
Peter Bibus, křtěný Petr František, též Peter Franz Bibus (9. března 1825 Lanškroun – 25. února 1891), byl rakouský a český politik německé národnosti, v 2. polovině 19. století poslanec Českého zemského sněmu a Říšské rady.

## Biografie
Profesně působil jako právník. Byl radou krajského soudu v Praze.
V 60. letech 19. století se zapojil do zemské politiky. V roce 1864 byl poprvé zvolen na Český zemský sněm. Opětovně na zemském sněmu zasedl po zemských volbách v březnu 1867, kdy byl zvolen za městskou kurii (obvod Lanškroun – Ústí – Česká Třebová). Jeho volba ale byla zpochybněna a předána k posouzení. Následně byla zrušena. Řádně byl zvolen v květnu 1868. Do sněmu se vrátil znovu ve volbách roku 1878, nyní za kurii venkovských obcí (obvod Trutnov – Hostinné – Maršov – Žacléř). Zasedal také v Říšské radě (celostátní zákonodárný sbor), kam ho vyslal zemský sněm poprvé roku 1868 (tehdy ještě Říšská rada nevolena přímo, ale tvořena delegáty jednotlivých zemských sněmů). 17. října 1868 složil poslanecký slib.
Roku 1883 byl povýšen do rytířského stavu. Tehdy se uvádí jako rada vrchního zemského soudu.